# Quản lý xung đột
Quản lý xung đột là quá trình giới hạn tiêu cực khía cạnh của xung đột trong khi làm tăng lên khía cạnh tích cực của xung đột. Mục đích của quản lý xung đột là để nâng cao việc học và kết quả của nhóm, kể cả hiệu quả hoặc hiệu suất trong thiết lập tổ chức. Quản lý cuộc xung đột thích hợp có thể cải thiện kết quả của nhóm.

## Giải quyết xung đột
Giải quyết xung đột liên quan đến việc làm giảm, loại trừ hay khử đi mọi hình thức và dạng xung đột. Có 5 dạng quản lý  xung đột được xác định bởi Thomas và Kilmann, đó là: cạnh tranh, thỏa hiệp, cộng tác, tránh và hòa giải.
Các doanh nghiệp có thể hưởng lợi từ các loại và mức độ xung đột phù hợp. Đó là mục đích của quản lý xung đột, chứ không phải mục đích của giải quyết xung đột. Quản lý xung đột không có nghĩa là giải quyết xung đột.
Quản lý xung đột giảm thiểu các kết quả tiêu cực của xung đột và thúc đẩy các kết quả tích cực của xung đột với mục tiêu cải thiện việc học tập trong một tổ chức.
Xung đột được quản lý đúng cách làm tăng việc học tập của tổ chức bằng cách tăng số lượng câu hỏi được yêu cầu và khuyến khích mọi người thách thức hiện trạng.
Xung đột tổ chức ở cấp độ giữa các cá nhân bao gồm các tranh chấp giữa các đồng nghiệp cũng như xung đột giữa cấp dưới và bộ phận giám sát. Hòa giải hướng đến đảng phái (PDM) là một phương pháp hòa giải đặc biệt phù hợp với các tranh chấp giữa đồng nghiệp, cộng sự hoặc những người ngang hàng, đặc biệt là xung đột giữa các cá nhân, tranh chấp đa văn hóa hoặc đa sắc tộc. Người hòa giải lắng nghe từng bên một cách riêng biệt trong một buổi họp kín trước hoặc buổi hòa giải trước khi đưa họ vào một phiên họp chung. Một phần của cuộc họp kín cũng bao gồm huấn luyện và đóng vai. Ý tưởng là các bên sẽ tìm hiểu cách trò chuyện trực tiếp với đối thủ của họ trước khi gặp nhau trong phiên họp chung. Một số thách thức độc đáo sẽ phát sinh khi tranh chấp trong tổ chức liên quan đến người giám sát và cấp dưới. Đánh giá hiệu suất được thương lượng (NPA) là một công cụ để cải thiện giao tiếp giữa người giám sát và cấp dưới và nó đặc biệt hữu ích như một mô hình hòa giải thay thế bởi vì nó bảo toàn quyền lực phân cấp của người giám sát trong khi khuyến khích đối thoại và đối phó với những khác biệt trong quan điểm.

## Định hướng xung đột
Có ba hướng có thể xẩy ra khi có xung đột: thua-thua, thắng-thua và thắng-thắng. Định hướng thua-thua là loại xung đột có xu hướng kết thúc tiêu cực đối với tất cả các bên liên quan. Kết quả định hướng thắng-thua thường ghi nhận thắng lợi về một phía và tổn thất của bên kia. Định hướng thắng-thắng là một trong những khái niệm quan trọng nhất để giải quyết xung đột. Một giải pháp thắng-thắng đạt được bằng cách thương lượng tích hợp có thể gần tối ưu cho cả hai bên. Cách tiếp cận này sẽ dẫn đến cách tiếp cận hợp tác hơn là một cách tiếp cận theo hướng cạnh tranh.
Mặc dù khái niệm thắng-thắng là một định hướng lý tưởng, ý niệm chỉ có thể có một người chiến thắng vẫn liên tục được củng cố trong văn hóa Mỹ:
"Định hướng thắng-thua được sinh ra trong xã hội của chúng ta từ cạnh tranh thể thao, việc nhập học vào các chương trình đào tạo cho đến hệ thống đề bạt mang tính công nghiệp, v.v. Các cá nhân có xu hướng tổng quát từ các tình huống thắng-thua khách quan của họ và áp dụng những kinh nghiệm này vào những tình huống không cố định khách quan ".
Loại tâm lý này có thể phá hoại khi giao tiếp với các nhóm văn hóa khác nhau bằng cách tạo ra rào cản trong đàm phán, giải quyết và thỏa hiệp; nó cũng có thể dẫn đến việc "kẻ thua cuộc" cảm thấy tầm thường. Khi định hướng thắng-thắng không xuất hiện trong đàm phán, các phản ứng khác nhau đối với xung đột có thể được quan sát thấy.

### Các mô hình quản lý xung đột ban đầu
Blake và Mouton (1964) là một trong những người đầu tiên trình bày sơ đồ khái niệm để phân loại các chế độ (kiểu) xử lý xung đột giữa các cá nhân theo năm loại: bắt buộc, rút lui, hòa nhã, thỏa hiệp và giải quyết vấn đề.
Trong thập niên 1970 và 1980, các nhà nghiên cứu bắt đầu sử dụng ý định của các bên liên quan để phân loại các kiểu quản lý xung đột mà họ đưa vào trong các mô hình của họ. Cả Thomas (1976) và Pruitt (1983) đều đưa ra một mô hình dựa trên những mối quan tâm của các bên liên quan đến cuộc xung đột. Sự kết hợp của các bên liên quan đến lợi ích riêng của họ (nghĩa là sự quyết đoán) và mối quan tâm của họ đối với lợi ích của những người trên bàn (nghĩa là hợp tác) sẽ sinh ra một phong cách quản lý xung đột cụ thể. Pruitt gọi những phong cách này (tính quyết đoán thấp / hợp tác cao),giải quyết vấn đề (tính quyết đoán cao / hợp tác cao), thụ động(tính quyết đoán thấp / hợp tác thấp), và tranh luận (tính quyết đoán cao / hợp tác thấp). Pruitt lập luận rằng giải quyết vấn đề là phương pháp được ưu tiên khi tìm kiếm các lựa chọn cùng có lợi (thắng-thắng).

### Mô hình của Khun và Poole
Khun và Poole (2000) đã thiết lập một hệ thống quản lý xung đột nhóm tương tự. Trong hệ thống của họ, họ chia mô hình đối đầu của Kozan thành hai mô hình phụ: phân phối và tích hợp.
- Phân phối - Ở đây xung đột được tiếp cận như một sự phân phối một lượng cố định các kết quả tích cực hoặc các nguồn lực, nơi một bên sẽ kết thúc với chiến thắng và một bên thua cuộc, ngay cả khi họ giành được một số nhượng bộ.
- Tích hợp - Nhóm sử dụng mô hình tích hợp xem xung đột là cơ hội để tích hợp các nhu cầu và mối quan tâm của cả hai nhóm và tạo ra kết quả tốt nhất có thể. Mô hình này có trọng tâm thiên về sự thỏa hiệp so với mô hình phân phối. Khun và Poole thấy rằng mô hình tích hợp dẫn đến kết quả nhiệm vụ tốt hơn một cách liên tục so với những người sử dụng mô hình phân phối.

### Siêu phân loại của DeChurch và Marks
DeChurch và Marks (2001) đã xem xét các tài liệu sẵn có về quản lý xung đột vào thời điểm đó và Ni đã thiết lập những gì họ tuyên bố là "siêu phân loại" bao gồm tất cả các mô hình khác.
Họ lập luận rằng tất cả các phong cách khác vốn nằm trong hai chiều:
- tính chủ động ("mức độ mà các hành vi xung đột tạo ra một ấn tượng nhanh và trực tiếp hơn là chậm chạp và gián tiếp"). Tính chủ động cao được đặc trưng bởi việc thảo luận cởi mở về sự khác biệt của ý kiến trong khi hoàn toàn theo đuổi sở thích riêng của họ.
- Tính dễ chịu ("mức độ mà hành vi xung đột gây một ấn tượng dễ chịu và thoải mái hơn là khó chịu và căng thẳng"). Tính dễ chịu cao được đặc trưng bởi cố gắng thỏa mãn tất cả các bên liên quan.

Trong nghiên cứu, DeChurch và Marks tiến hành để xác nhận sự phân chia này, sự tích cực không có ảnh hưởng đáng kể đến hiệu quả giải quyết xung đột, nhưng sự thích hợp của phong cách quản lý xung đột, bất kể nó như thế nào, có tác động tích cực đến cảm nhận của các nhóm về cách mà xung đột được quản lý, bất kể kết quả.

### Siêu mô hình của Rahim
Rahim (2012) lưu ý rằng có sự đồng thuận giữa các học giả quản lý rằng không có cách tiếp cận tốt nhất nào để đưa ra quyết định, lãnh đạo hoặc quản lý xung đột.
Trong một bối cảnh tương tự, thay vì tạo ra một mô hình quản lý xung đột rất cụ thể, Rahim đã tạo ra một siêu mô hình (theo cách giống như DeChurch và Marks, 2001, đã tạo ra một siêu phân loại) cho các kiểu xung đột dựa trên hai chiều, mối quan tâm cho bản thân và sự quan tâm của người khác.
Trong khuôn khổ này là năm cách tiếp cận quản lý: thống nhất, sẵn sàng giúp đỡ, chi phối, tránh và thỏa hiệp.
- Thống nhất liên quan đến sự cởi mở, trao đổi thông tin, tìm kiếm giải pháp thay thế và kiểm tra sự khác biệt để giải quyết vấn đề theo cách có thể chấp nhận được cho cả hai bên.
- Sẵn sàng giúp đỡ liên quan đến việc cố gắng giảm thiểu sự khác biệt và làm nổi bật các điểm chung để thỏa mãn mối quan tâm của bên kia.
- Chi phối là phong cách mà một bên làm tất cả để giành chiến thắng mục tiêu của mình và kết quả là, thường bỏ qua các nhu cầu và mong đợi của bên kia.
- Tránh ở đây một bên không thỏa mãn mối quan tâm của chính mình cũng như mối quan tâm của bên kia.
- Thỏa hiệp liên quan đến việc cho và nhận theo đó cả hai bên từ bỏ một cái gì đó để đưa ra quyết định có thể chấp nhận lẫn nhau.[7]

## Quản lý xung đột quốc tế
Cần cân nhắc đặc biệt để quản lý xung đột giữa hai bên với  nền văn hóa riêng biệt. Ngoài các nguồn xung đột hàng ngày, "sự hiểu lầm, và từ những xung đột giả tạo, phản tác dụng, phát sinh khi các thành viên của một nền văn hóa không thể hiểu được sự khác biệt về mặt văn hóa trong thực tiễn truyền thông, truyền thống và quá trình tư duy". Thật vậy, điều này đã được quan sát thấy trong các tài liệu nghiên cứu kinh doanh.
Renner (2007) kể lại một số tập phim mà các nhà quản lý từ các nước phát triển chuyển sang các nước kém phát triển để giải quyết xung đột trong công ty và không thành công nhiều do họ không thích nghi được với phong cách quản lý xung đột của văn hóa địa phương.
Ví dụ, trong nghiên cứu của Kozan đã lưu ý ở trên, ông lưu ý rằng nền văn hóa châu Á thích sử dụng một mô hình hài hòa về quản lý xung đột. Nếu một bên sử dụng cách thức hài hòa gặp xung đột với một bên sử dụng một mô hình đối đầu hơn, thì những hiểu lầm sẽ được tạo ra bởi chính cuộc xung đột.
Quản lý xung đột quốc tế, và các vấn đề văn hóa liên quan đến nó, là một trong những lĩnh vực nghiên cứu chính trong lĩnh vực này, vì nghiên cứu hiện tại không đủ để đối phó với sự tiếp xúc ngày càng tăng giữa các thực thể quốc tế.

## Ứng dụng

### Giáo dục đại học
Chỉ có 14% trường đại học có các khóa học bắt buộc về chủ đề này theo nghiên cứu, và có tới 25% ngày quản lý được chi cho việc xử lý xung đột, ngành giáo dục cần xem xét lại tầm quan trọng của chủ đề này. Chủ đề đảm bảo nhấn mạnh vào việc giúp học sinh đối phó với quản lý xung đột.
"Quản lý xung đột được đào tạo nhiều hơn trong các chương trình kinh doanh đại học có thể giúp nâng cao trí thông minh cảm xúc của các nhà quản lý trong tương lai." Việc cải thiện trí thông minh cảm xúc chỉ ra rằng nhân viên có nhiều khả năng sử dụng các kỹ năng giải quyết vấn đề, thay vì cố gắng mặc cả."
Học sinh cần phải có một tập hợp các kỹ năng xã hội tốt. Kỹ năng giao tiếp tốt cho phép người quản lý đạt được mục đích trong các tình huống cá nhân và xung đột. Thay vì tập trung vào xung đột như một vấn đề hành vi, hãy tập trung vào sự giao tiếp của nó.
Với sự hiểu biết về cách giao tiếp cần thiết, học sinh sẽ đạt được năng khiếu cần thiết để phân biệt giữa bản chất và các loại xung đột. Những kỹ năng này cũng dạy rằng xung đột quan hệ và thủ tục cần nhanh chóng giải quyết. Nếu hai loại xung đột này không được giải quyết nhanh chóng, một nhân viên sẽ không hài lòng hoặc hoạt động kém.
Trách nhiệm của công ty để phản ứng. Một lựa chọn là xác định các kỹ năng cần thiết trong nội bộ, nhưng nếu các kỹ năng để tạo ra sự công bằng nơi làm việc đã thiếu, có thể tốt nhất là tìm kiếm sự trợ giúp từ một tổ chức bên ngoài, chẳng hạn như trung tâm đánh giá phát triển.
Theo Rupp, Baldwin và Bashur, các tổ chức này "đã trở thành một phương tiện phổ biến để cung cấp các cơ hội huấn luyện, phản hồi và học tập kinh nghiệm". Trọng tâm chính của họ là sự công bằng và cách nó tác động đến thái độ và hiệu suất của nhân viên.
Các tổ chức này dạy năng lực và ý nghĩa của chúng. Các sinh viên sau đó tham gia vào các mô phỏng. Nhiều nhà quan sát đánh giá và ghi lại những kỹ năng nào đang được sử dụng và sau đó trả lại phản hồi này cho người tham gia. Sau khi đánh giá này, người tham gia sau đó được đưa ra một bộ mô phỏng để sử dụng các kỹ năng đã học. Một lần nữa họ nhận được phản hồi bổ sung từ các nhà quan sát, với hy vọng rằng việc học có thể được sử dụng tại nơi làm việc của họ.
Phản hồi mà người tham gia nhận được là chi tiết, hành vi cụ thể và chất lượng cao. Điều này là cần thiết để người tham gia tìm hiểu cách thay đổi hành vi của họ. Về vấn đề này, điều quan trọng là người tham gia phải bỏ thời gian để tự phản ánh để việc học tập có thể xảy ra.
Khi một chương trình đánh giá được sử dụng, các kế hoạch hành động có thể được phát triển dựa trên dữ liệu định lượng và định tính.

### Lời khuyên
Khi xung đột cá nhân dẫn đến thất vọng và mất hiệu quả, tư vấn có thể chứng minh là một liều thuốc giải độc hữu ích. Mặc dù ít tổ chức có đủ khả năng để thuê một nhân viên tư vấn chuyên nghiệp cho nhân viên, với một số khóa đào tạo, các nhà quản lý có thể thực hiện chức năng này. Tư vấn vô điều kiện, hoặc "lắng nghe với sự hiểu biết", ít hơn nữa là trở thành một người nghe giỏi - là điều mà mọi người quản lý đều nên làm.
Đôi khi quá trình đơn giản để có thể trút cảm xúc của một người - tức là, để họ bày tỏ với một người nghe có liên quan và hiểu biết - đủ để làm giảm sự thất vọng và làm cho người đang thất vọng có thể tiến tới tâm lý muốn giải quyết vấn đề, có khả năng đương đầu tốt hơn với khó khăn cá nhân đang ảnh hưởng đến công việc của họ một cách bất lợi. Cách tiếp cận vô điều kiện là một cách hiệu quả cho các nhà quản lý để đối phó với sự thất vọng của cấp dưới và các cộng sự.
Có nhiều cách trực tiếp và mang tính chẩn đoán khác có thể được sử dụng trong các trường hợp thích hợp. Sức mạnh tuyệt vời của cách tiếp cận vô điều kiện (tư vấn không điều kiện dựa trên liệu pháp lấy khách hàng làm trung tâm của Carl Rogers), đơn giản, hiệu quả của nó và thực tế là cố ý tránh chẩn đoán và giải thích các vấn đề về cảm xúc mà sẽ cần đào tạo tâm lý đặc biệt. Không ai từng bị tổn hại bởi việc được lắng nghe thông cảm và thấu hiểu. Ngược lại, cách tiếp cận này đã giúp nhiều người đối phó với các vấn đề đã can thiệp vào hiệu quả của họ trong công việc.